# Ararat Jerevan
Ararat Jerevan (ook wel Jerevan en Yerevan) (Armeens: Ֆուտբոլային Ակումբ Արարատ Երեւան; Futbolayin Akumb Ararat Yerevan), is een Armeense voetbalclub uit de hoofdstad Jerevan.
De club werd in 1935 opgericht als Spartak Jerevan en veranderde twee jaar later de naam in Dynamo Jerevan. Van 1954 tot 1962 heette de club weer Spartak en vanaf 1963 werd de huidige naam aangenomen.
De club speelde in de hoogste klasse van de Sovjet-Unie van 1949-1950, 1960-1963, en 1965-1991. De club was erg succesvol, na de onafhankelijkheid werd de club één keer kampioen van Armenië maar kon niet de dominerende ploeg van het land worden.
In 2004 wilde de club fuseren met Lernagots Kapan. De fusie mislukte maar de club veranderde wel van naam en splitste zich in tweeën. Onder de namen Lernagots-Ararat Kapan en Ararat Kapan werd in Kapan gespeeld. Een tweede team werd opgericht en dat bleef als Ararat-2 in Jerevan spelen op het tweede niveau. De club keerde snel terug naar Jerevan en ging weer als Ararat Jerevan spelen. In 2006 ging de club failliet en vanuit Ararat-2 werd een doorstart gemaakt.

## Historische namen
- 1935-1937: Spartak Jerevan
- 1938-1953: Dinamo Jerevan
- 1954-1962: Spartak Jerevan
- 1963-2004: Ararat Jerevan
- 2004: Lernagots-Ararat Kapan (splitsing)
- 2004: Ararat Kapan
- 2004-2006: Ararat Jerevan (faillissement)
- 2006-heden: Ararat Jerevan (heropgericht vanuit Ararat-2)

## Erelijst
- Landskampioen Armenië

1993
- Beker van Armenië

1993, 1994, 1995, 1997, 2008, 2021
- Landskampioen Sovjet-Unie

1973
- Beker van de Sovjet-Unie

1973, 1975

## In Europa
Ararat Jerevan speelt sinds 1972 in diverse Europese competities. Hieronder staan de competities en in welke seizoenen de club deelnam:
- Europacup I (1x)

1974/75
- Conference League I (2x)

2021/22, 2022/23
- Europacup II (3x)

1975/76, 1995/96, 1997/98
- UEFA Cup (5x)

1972/73, 1994/95, 2000/01, 2001/02, 2008/09
- Intertoto Cup (3x)

1999, 2005, 2007

## Bekende ex-spelers
- Edoeard Markarov
- Choren Oganesjan
- Nikolas Proesmans

FA Alasjkert · 
Ararat Jerevan · 
FC Ararat-Armenia ·
BKMA ·
Gandzasar Kapan ·
FC Noah ·
FC Pjoenik Jerevan · 
Sjirak Gjoemri ·
FC Urartu ·
FC Van ·
FC West Armenia
Alasjkert B · 
FC Andranik ·
Ararat B · 
Ararat-Armenia B · 
BKMA B ·
Gandzasar Kapan · 
Lernayin Artsakh · 
FC Nikarm ·
FC Noah B ·
Onor FC ·
Pjoenik B · 
FC Sjoenik · 
MIKA Asjtarak · 
Sjirak Gjoemri B ·
Urartu B